# مواد تشکیل‌دهنده

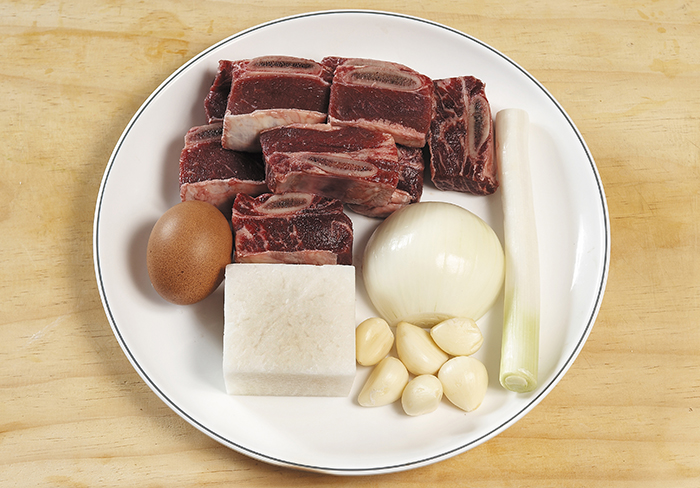
مواد تشکیل دهنده سوپ

مواد تشکیل‌دهنده، ماده متشکله (انگلیسی: Ingredient) ماده‌ای است که بخشی از یک مخلوط (به معنای کلی) است. به عنوان مثال، در آشپزی، دستور غذا مشخص می‌کند که کدام مواد برای تهیه یک غذای مشخص استفاده می‌شود.